# Сан-Жозе-ду-Риу-Клару
Сан-Жозе-ду-Риу-Клару (порт. São José do Rio Claro) — муниципалитет в Бразилии, входит в штат Мату-Гросу. Составная часть мезорегиона Север штата Мату-Гроссу. Входит в экономико-статистический микрорегион Аринус. Население составляет 14 434 человека на 2006 год. Занимает площадь 5057,854 км². Плотность населения — 2,9 чел./км².

## История
Город основан 20 декабря 1979 года. 

## Статистика
- Валовой внутренний продукт на 2003 год составляет 132 386 016,00 реалов (данные: Бразильский институт географии и статистики).
- Валовой внутренний продукт на душу населения на 2003 год составляет 9693,64 реала (данные: Бразильский институт географии и статистики).
- Индекс развития человеческого потенциала на 2000 год составляет 0,754 (данные: Программа развития ООН).